# Manoel Caetano Silva
Manoel Caetano Silva, conhecido como Neco, (Rio Casca, 7 de julho de 1940) é um ex-futebolista brasileiro que atuava como lateral-esquerdo.
Seu primeiro clube foi o Villa Nova, de onde chamou a atenção do Corinthians, para onde foi contratado em 1963. No clube paulista não teve grande destaque, jogando apenas 16 vezes nos seus dois anos de clube. Em 1965, foi contratado pelo Cruzeiro, tendo no clube mineiro os melhores momentos da carreira, com várias conquistas e 249 partidas disputadas. Após sair da Raposa em 1971, teve passagens curtas por outros clubes antes de se aposentar. Atualmente é consultor imobiliário em Belo Horizonte.

## Títulos
Cruzeiro
- Campeonato Mineiro: 1965, 1966, 1967, 1968 e 1969
- Campeonato Brasileiro: 1966